# РК Дервента
Рукоментни клуб Дервента је клуб из Дервенте, основан 1947. године. Утакмице игре у Спортско-културном центру Дервента, а тренутно се такмичи у Првој лиги Републике Српске.
Од средине седамдесетих година прошлог века Дервента је све до распада државе била члан друге Б лиге СФРЈ. Након 1992. године, постао је члан Прве лиге РС, а од 2011. до 2019. године био је члан Премијер лиге Босне и Херцеговине. Због пандемије ковида 19, сезона 2019/20 Прве лиге РС је прекинута, а одлуком рукометног савеза Републике Српске, Дервента је као првопласирана екипа у моменту прекида, проглашена шампионом, чиме је обезбедила повратак у Премијер лигу. Ипак, након само једне сезоне у највишем рангу, клуб се испао у Прву лигу. РК Дервента је након сезоне 2022/23, коју је окончала на трећем месту, добила специјалну позивницу за учешће у Премијер лиги, али је клуб одбио, због мањка финансијских средстава.
Највећи успех клуба, поред титуле првака Републике Српске у сезони 2019/20, је и освајање купа Републике Српске 2017. године, победом у финалу над Славијом.